# Sassello
Sassello är en ort och kommun i provinsen Savona i regionen Ligurien i Italien. Kommunen hade 1 742 invånare (2018).